# Brion James
Brion James, född 20 februari 1945 i Redlands, Kalifornien, död 7 augusti 1999 i Malibu, Kalifornien, var en amerikansk skådespelare. Han var verksam från 1970-talets mitt fram till sin död och medverkade i över 170 film och TV-produktioner, ofta action eller kriminalfilmer. Bland hans kändaste roller kan nämnas Kowalski i filmen Blade Runner.

## Filmografi, urval
- 1981 – Postmannen ringer alltid två gånger
- 1981 – Inkräktarna
- 1982 – Blade Runner
- 1982 – 48 timmar
- 1988 – Red Heat
- 1989 – Tango & Cash
- 1992 – Spelaren
- 1997 – Det femte elementet